# Корниш Пайретс
«Корниш Пайретс» (англ. Cornish Pirates, корн. An Vorladron Gernewek) — название первой команды английского регбийного клуба «Пензанс энд Ньюлин Рагби Футбол Клаб» (англ. Penzance and Newlyn Rugby Football Club). Команда представляет Корнуолл и выступает во второй по силе лиге страны, Чемпионшипе.
Ранее клуб выступал под названием «Пензанс эню Ньюлин». Стадион клуба «Меннэй Филд» располагается в городе Пензанс.

## Достижения
- ЭДФ Энерджи Трофи
  - Победитель: 2007
- Британский и ирландский кубок
  - Победитель: 2010
- Чемпионшип
  - Второе место: 2011, 2012

## Известные игроки
- Джо Беармэн
- Эдриан Бик
- Джек Ноуэлл
- Брайан «Стэк» Стивенс
- Роб Тёрлби
- Мартин Хааг[англ.]
- Джеймс Хокен
- Адам Эллери
- Трент Эндрюс
- Вилиами Ма’аси
- Адам Миллс
- Уилл Джеймс